# Czerwone Brygady – Walcząca Partia Komunistyczna
Czerwone Brygady Walcząca Partia Komunistyczna (wł.  Brigate Rosse – Partito Comunista Combattente, BR-PCC) – włoska organizacja terrorystyczna. 

## Historia
Organizacja powstała w wyniku rozłamu w Czerwonych Brygadach w październiku 1981 roku. Czerwone Brygady Walcząca Partia Komunistyczna były największą formacją powstałą na bazie pierwotnego ugrupowania. Frakcja znana była ze skutecznych ataków na cele amerykańskie we Włoszech. Ostatni atak przeprowadzony przez organizację miał miejsce w 1988 roku.
W 1985 roku grupę opuściła część działaczy, którzy założyli organizację Czerwone Brygady – Unia Bojowników Komunistycznych. 
Liderami grupy byli Antonio Savasta, Mario Moretti i Barbara „Sara“ Balzerani.

## Najważniejsze ataki przeprowadzone przez grupę
- 17 grudnia 1981 roku terroryści porwali Jamesa Doziera, wysokiego rangą oficera NATO. Wojskowy został uwolniony przez włoską policję w styczniu 1982 roku[1].

- 15 lutego 1984 roku bojownicy zabili amerykańskiego dyplomatę Leamona Hunta[1].

- 10 lutego 1986 roku członkowie grupy zabili byłego burmistrza Florencji[1].

- 14 lutego 1987 roku bojówkarze zabili w Rzymie dwóch policjantów, którzy nakryli ich w trakcie kradzieży[1].

- 16 kwietnia 1988 roku terroryści zabili włoskiego senatora[1].

## Liczebność
W chwili sformowania liczyły 93 członków.

## Relacje z innymi grupami terrorystycznymi
Rywalizowały z innymi odłamami Czerwonych Brygad (Czerwone Brygady – Partia Partyzancka i Czerwone Brygady – Kolumna Walter Alasia). Niemniej jednak nie atakowała ich członków w fizyczny sposób.

## Ideologia
Odwoływały się do leninizmu. Ich celem było zaprowadzenie we Włoszech dyktatury proletariatu i wyprowadzenie Włoch z NATO.